# Letiště Petrozavodsk
Letiště Petrozavodsk (Besovec) (rusky Аэропорт Петрозаводск; kar. Petroskoin lendoazema; bývalý název: Petrozavodsk-2; IATA: PES, ICAO: ULPB) je mezinárodní letiště se smíšeným vojenským a civilním provozem. Nachází se 12 kilometrů severozápadně od města Petrozavodsk v Karelské republice v Rusku. Vzletová a přistávací dráha je betonová, dlouhá 2500 m.

## Historie
Letiště bylo vybudováno v roce 1939. Během okupace v letech 1941 – 1944 využívalo základnu finské letectvo. Výstavba nového letiště začala 1. září 1950. V letech 1972 – 1978 zde byl umístěn 991. stíhací letecký pluk protivzdušné obrany (991. IAP PVO), který na letišti provozoval stíhací letouny MiG-17F (do roku 1975) a záchytné stíhačky Su-15TM (1975 – 1978). V roce 1978 se tento pluk stal součástí 57. gardového stíhacího leteckého pluku protivzdušné obrany (57. GvIAP PVO) vyzbrojeného nadále letadly Su-15TM, přičemž na letišti působil do roku 1990.
V roce 1992 sem byl z polské základny Kluczewo přesunut 159. gardový stíhací letecký pluk (159. GvIAP) vyzbrojený letadly Su-27. Pluk na letišti působil až do svého rozpuštění v roce 1998. V současnosti je zde dislokovaný 159. stíhací letecký pluk (159. IAP) 105. smíšené letecké divize, který patří pod 6. armádu vzdušných sil a protivzdušné obrany. Do začátku roku 2016 byl pluk vybaven nemodernizovanými Su-27 a Su-27UB (dvě letky – celkem asi 20 strojů Su-27 a čtyři Su-27UB). Na jaře roku 2016 získal pluk modernizované Su-27SM, které byly převedeny z 22. a 23. stíhacího leteckého pluku. 6. prosince 2016 byly k 159. pluku dodány první čtyři Su-35S s červenými trupovými čísly "54", "55", "56" a "57". V roce 2017 po dokončení modernizace by se měl 159. stíhací letecký pluk skládat z jedné letky Su-27SM a jedné letky nových Su-35S. Zároveň by zde mělo být dislokováno několik dvoumístných Su-30m2 a Su-30SM.

## Aerolinie a destinace

### Pravidelné linky
(květen 2017)
| Aerolinie   | Destinace         |
| ----------- | ----------------- |
| S7 Airlines | Moskva-Domodědovo |